# 정읍기적의도서관
정읍기적의도서관은 전북특별자치도 정읍시 수성동에 있는 도서관이다.

## 연혁
- 2008년 5월 23일 개관.

## 이용 시간
- 이용 시간: 09:00~17:30(화요일~일요일)
- 휴관일: 국가공휴일, 임시휴관일